# 汤塘镇
汤塘镇，是中华人民共和国广东省清远市佛冈县下辖的一个乡镇级行政单位。

## 行政区划
汤塘镇下辖以下地区：
汤塘社区、四九社区、洛洞村、围镇村、脉塘村、大埔村、升平村、竹山村、汤塘村、新塘村、联和村、石门村、菱塘村、江坳村、官山村、田心村、黎安村、暖坑村、高岭村、四九村和湴江村。